# Toulouges
Toulouges – miejscowość i gmina we Francji, w regionie Oksytania, w departamencie Pireneje Wschodnie.
Według danych na rok 1990 gminę zamieszkiwało 4955 osób, a gęstość zaludnienia wynosiła 616 osób/km² (wśród 1545 gmin Langwedocji-Roussillon Toulouges plasuje się na 64. miejscu pod względem liczby ludności, natomiast pod względem powierzchni na miejscu 857.). 

## Zabytki
Zabytki na terenie gminy posiadające status monument historique:
- kalwaria (Calvaire de Toulouges)
- kościół Wniebowzięcia NMP (Église de l'Assomption de la Vierge de Toulouges)